# Zuiderduintjes
Zuiderduintjes è un'isola dei Paesi Bassi situata nel Mare dei Wadden. Fa parte della municipalità di Het Hogeland, nella provincia della Groninga. Geograficamente l'isola fa parte dell'Arcipelago delle Isole Frisone Occidentali, situate nell'estremo nord-est del paese. L'isola è situata a sud di Rottumeroog, ad est di Rottumerplaat, e a ovest della più grande Borkum, la più occidentale delle Isole Frisone Orientali. Nel 1995 l'isola aveva una superficie di 57 ettari mentre nel 2007 ne contava 74. L'accesso all'isola è proibito in quanto la stessa è riserva naturale integrale, in quanto località di riposo per foche ed uccelli marini quali cormorani, spatole e garzette.